# Momil
Momil là một khu tự quản thuộc tỉnh Córdoba, Colombia. Thủ phủ của khu tự quản Momil đóng tại Momil Khu tự quản Momil có diện tích 152 ki lô mét vuông. Đến thời điểm ngày 28 tháng 5 năm 2005, khu tự quản Momil có dân số 11343 người.